# قسط هندي
القسط الهندي (بالإنجليزية: Saussurea costus) نبتة هندية الأصل معروفة منذُ القِدم وتستعمل في الطب القديم، ولها العديد من الفوائد العلاجية الكثيرة.
بسبب جمع هذه النبتة بشكل مفرط تم إضافتها إلى الملحق الأول لمعاهدة التجارة العالمية لأصناف الحيوان والنبات البري المهدد بالانقراض (معاهدة واشنطن)، مما جعل البحث عنها للتصدير غير قانوني.
تتميز الأعشاب الهندية بقدرتها على معالجة بعض المشاكل الصحية ومنها الخطيرة وهناك الكثير من الأنواع لهذه الأعشاب ومنهم يصعب ايجاده. القسط الهندي وهو نوع من أنواع الأعشاب الهندية الأكثر أهمية والذي يستخدم في العديد من العلاجات الطبية.

## الوصف
هو نبات معمر، يبلغ طوله من 1 إلى 2م (3.3 إلى 6.6 قدم)، وعرضه متر واحد (3.3 قدم)، له أوراق قيثارية، ورؤوس من الأزهار الأرجوانية. تأخذ الأوراق شكل أذني عند القاعدة، مع أنماط مسننة تمتد على جانبي الأوراق، ويبلغ متوسط طولها من 0.5 إلى 1.25م (1.6 إلى 4.1 قدم)، النبات له جذور قوية يمكن أن يصل طولها إلى 40سم (16 بوصة).

## الموطن
توجد النباتات في الهند في العادة على ارتفاعات تترواح ما بين 2500 إلى 3000م (8200 إلى 9800 قدم) فوق سطح البحر، بما في ذلك جبال الهيمالايا، وكشمير، وجامو، وغاتس الغربية، ووادي كيشينجانجا. يمتد موسم ازدهار النبات المثالي من يوليو إلى اغسطس، وتنضج البذور من أغسطس إلى سبتمبر. ويمكن زراعة النبات في مجموعة متنوعة من التربة، تتراوح من الرملية الخفيفة، والتربة المتوسطة إلى الطينية الثقيلة التي تكون حمضية أو محايدة أو قاعدية، والتربة القلوية. مع تفضيل التربة الرطبة، أما كمية ضوء الشمس التي يزدهر عليها النبات، فتختلف من المناطق المظللة إلى المناطق غير المظللة.

## الاستخدامات

### التوابل
باعتبارها من التوابل، وصفها بليني بانها " ذات طعم حار ورائحة رائعة"، وبخلاف ذلك فليس لها فائدة.
ففي اليهودية القديمة- تم ذكر جذر القسط الهندي في الكتابات الحاخامية تحت اسم "كشت"، وتم تقديمه كبخور مقدس موصوف في الكتاب المقدس العبري والتلمود، وتم تقديمه أيضًا في مذبح بخور متخصص في المشكن أو خيمة الاجتماع، وفي معبدي القدس الأول والثاني. وكان مكونًا مهمًا في خدمة الهيكل في القدس.
وفي روما القديمة- يعرف القسط الهندي في اليونانية باسم "كوستس" أو "كوستارين"، ويعرف في اللاتينية باسم " كوستيوم"، وكان يستخدم في روما القديمة وبيزنطة بوصفه توابل.
وفي بريطانيا- كان القسط يستخدم في بريطانيا في العصور الوسطى كنوع من التوابل، فعلى سبيل المثال اُستخدم كمكون في الصلصة الخضراء التي وصفها ألكسندر نيكام في القرن الثاني عشر.
وفي الإسلام، أوصى به النبي محمد (صلى الله عليه وسلم) في الحديث الصحيح " عليكم بهذا العود الهندي، فَإِنَّ فِيهِ سَبْعَةَ أَشْفِيَةٍ، مِنْهَا ذَاتُ الجَنْبِ، يُسْعَطُ مِنَ العُذْرَةِ، وَيُلَدُّ مِنْ ذَاتِ الجَنْبِ".
وفي الصين- يعتبر جذر القسط الهندي أحد الأعشاب الخمسين الأساسية، في الطب الصيني التقليدي، وهو يحمل الاسم "yún mù xiāng" ويعني رائحة الخشب، وهو موجود في اعتلال الجهاز العصبي، كما أنه يستخدم أيضًا بوصفه بخور.
وفي الهند- يشير الاسم "كوشتا" إلى إله نبات فيدي قديم مذكور في الأثارفافيدا بوصفه علاج لمرض التاكمان، وفي الهند القديمة كان يُنظر إلى الكوشتا بوصفها نبات إلهي مشتق من مصادر سماوية، ينمو في أعالي جبال الهيمالايا، ويعد شقيقًا للسوما الإلهي، في الأيورفيدا، الكوشتا هي راسايانا للفاتا، والتي تعتبر تعمل على تطبيع وتقوية عملية الهضم، وتطهير الجسم من تراكمات السموم، وتعزيز الخصوبة، وتقليل الألم. مسحوقها المجفف هو العنصر الرئيسي في مرهم للقرحة. وهو أيضاً غسيل للشعر.

### استخدامات شائعة أخري
يستخدم الزيت العطري المستخرج من الجذور في صناعة العطور والبخور وغسيل الشعر، وهو ذو رائحة قوية تدوم طويلاً تشبه رائحة البنفسج في البداية، ومع تقدم الزمن تتحول إلى رائحة كريهة تشبه رائحة الماعز. يمكن العثور على الشكل الشائع للجذور إما على شكل زيت أساسي أو مسحوق مطحون أو على شكل عصا مجففة. استخدام آخر للنبات هو ضمن أعواد البخور. يمكن إنشاء هذه العصي من هذه الجذور عن طريق طحن الجذور إلى مسحوق ثم تشكيل هيكل العصا.

## معرض الصور

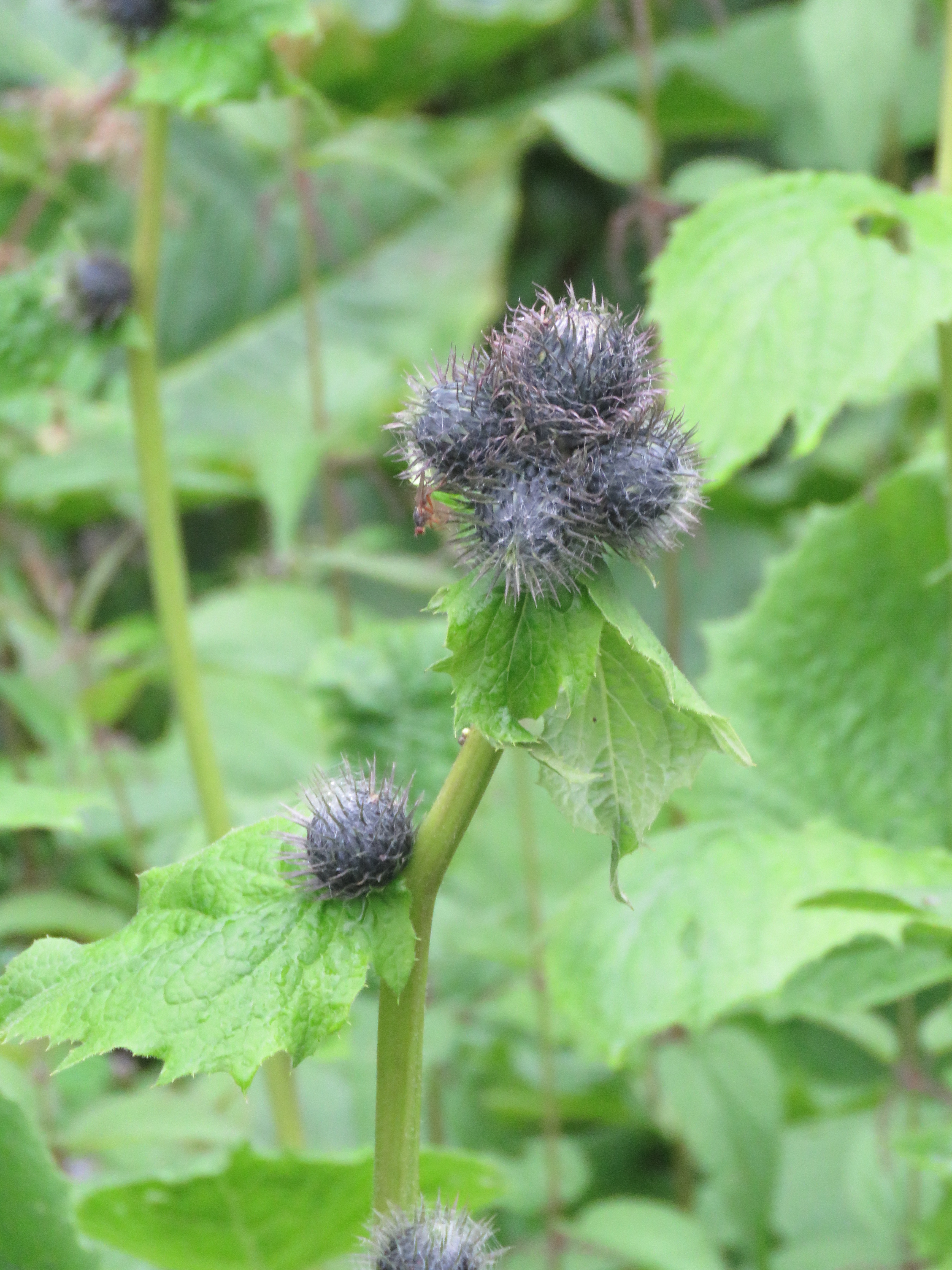
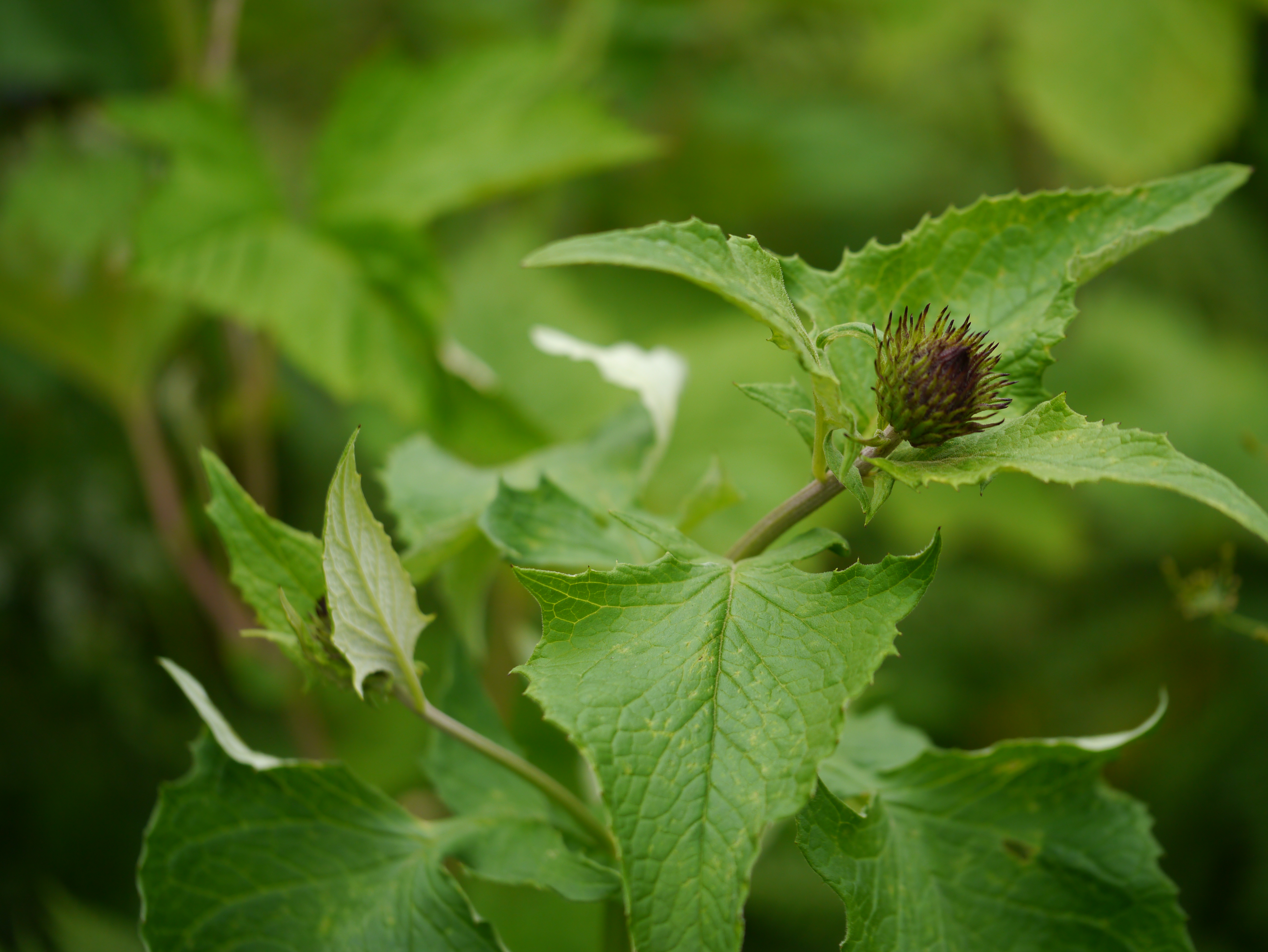
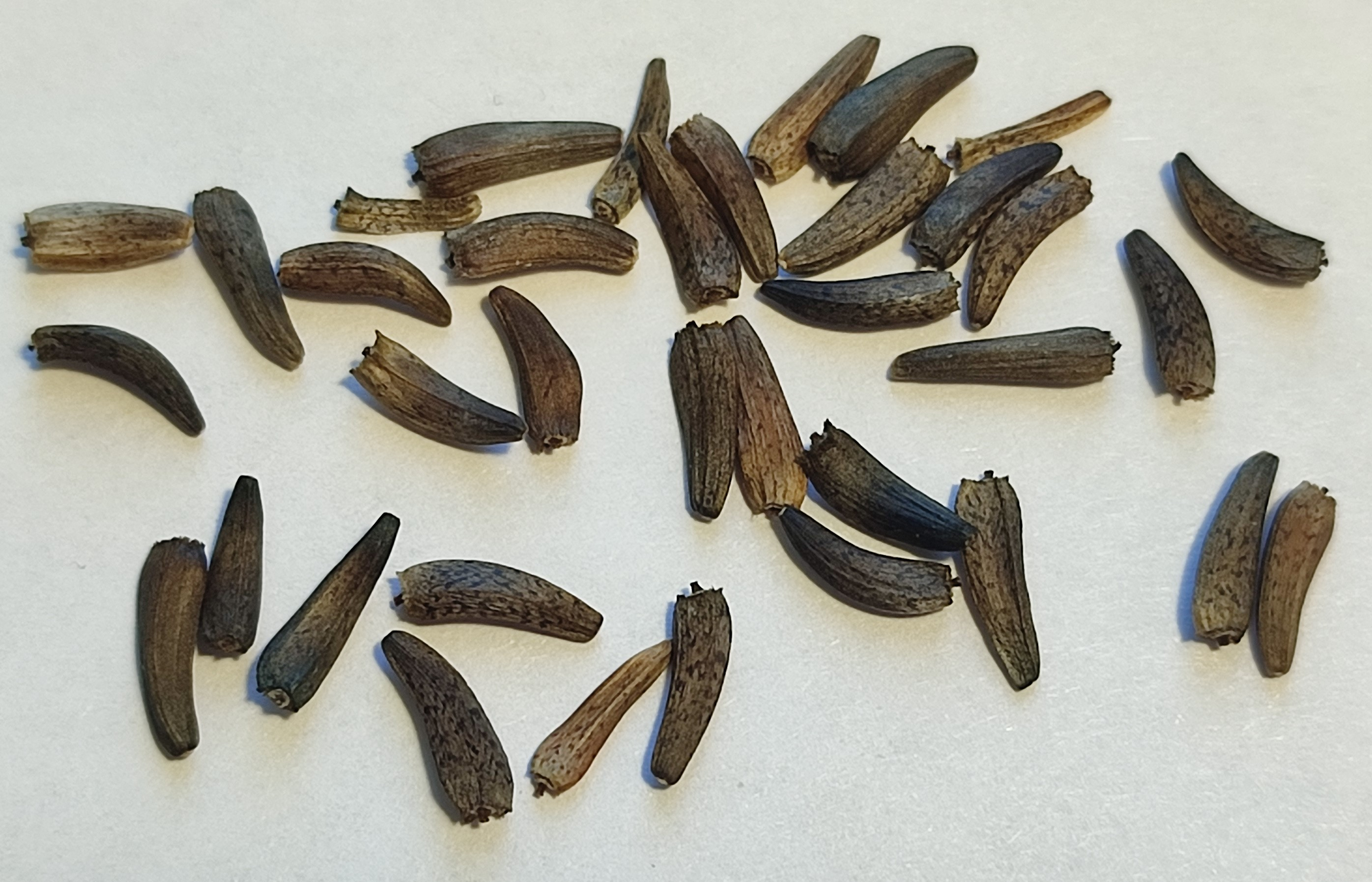
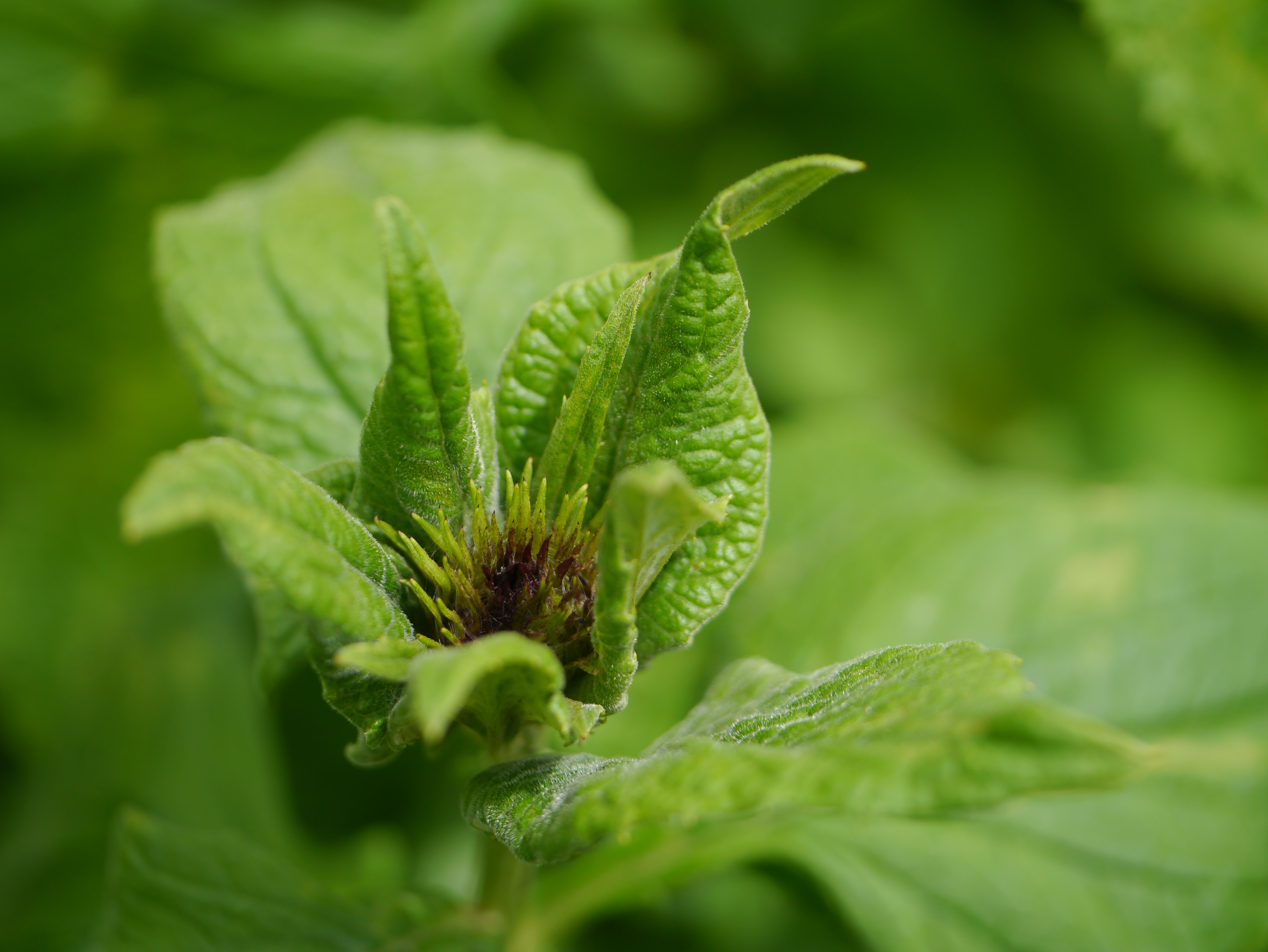
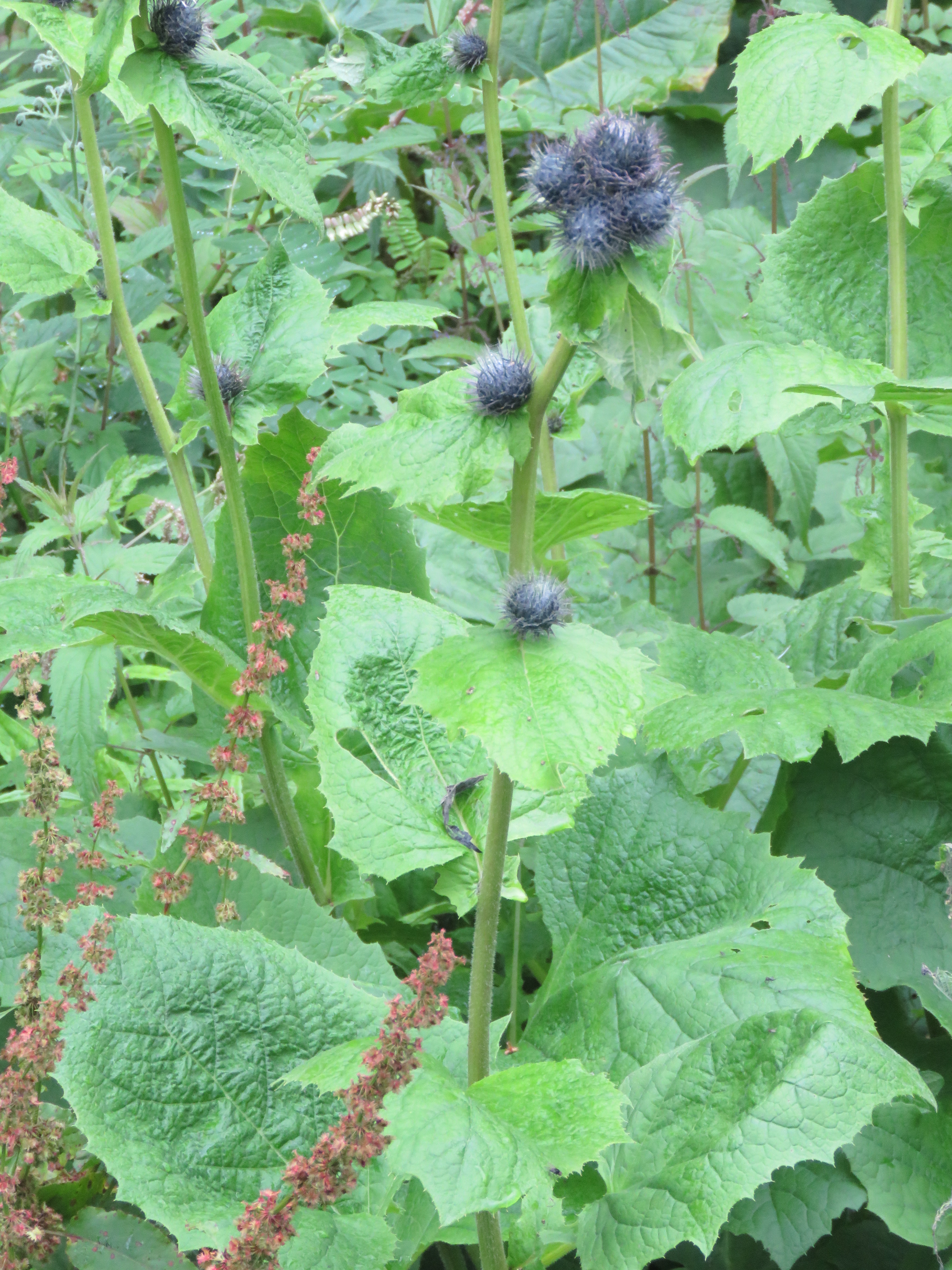
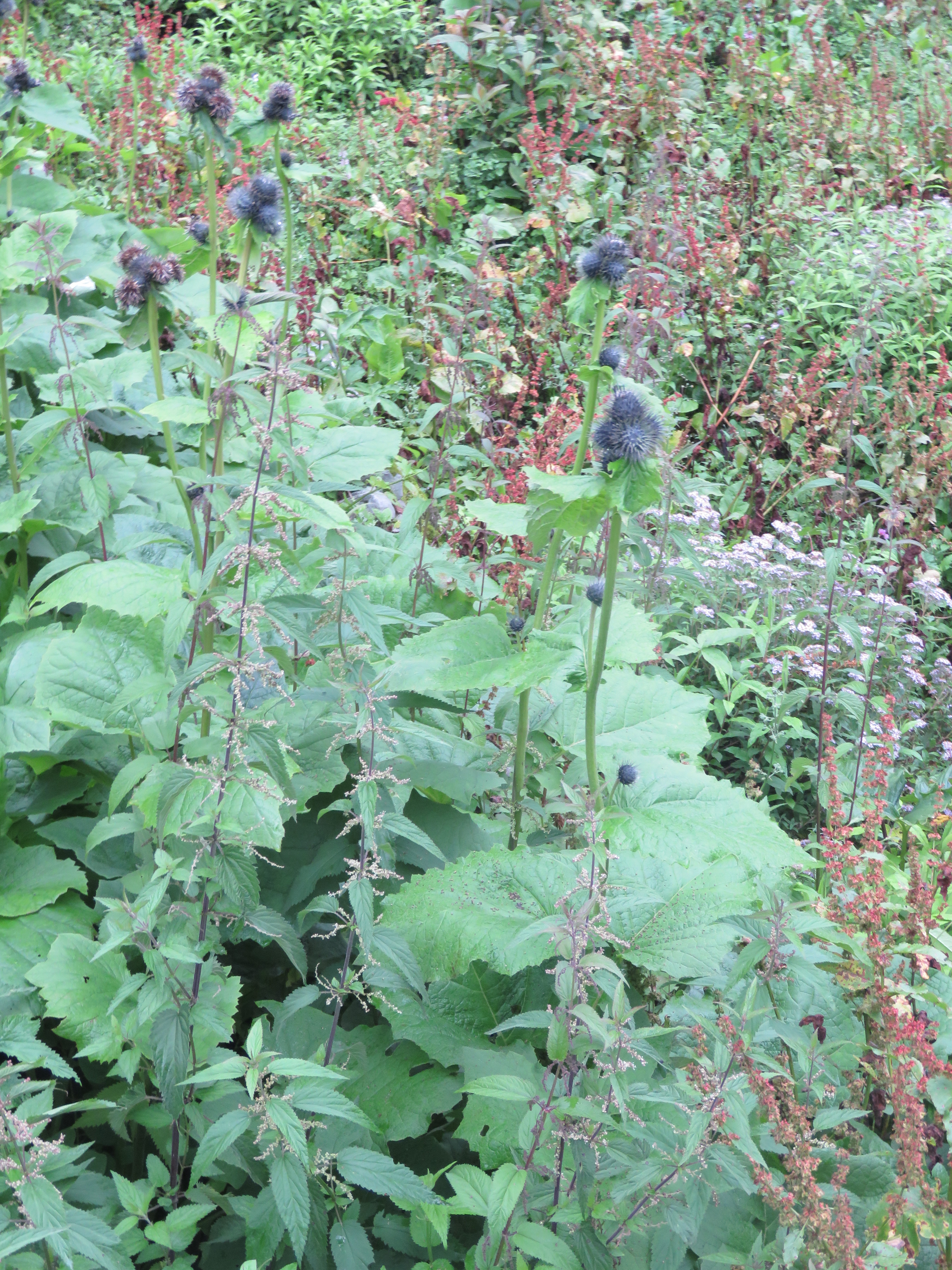
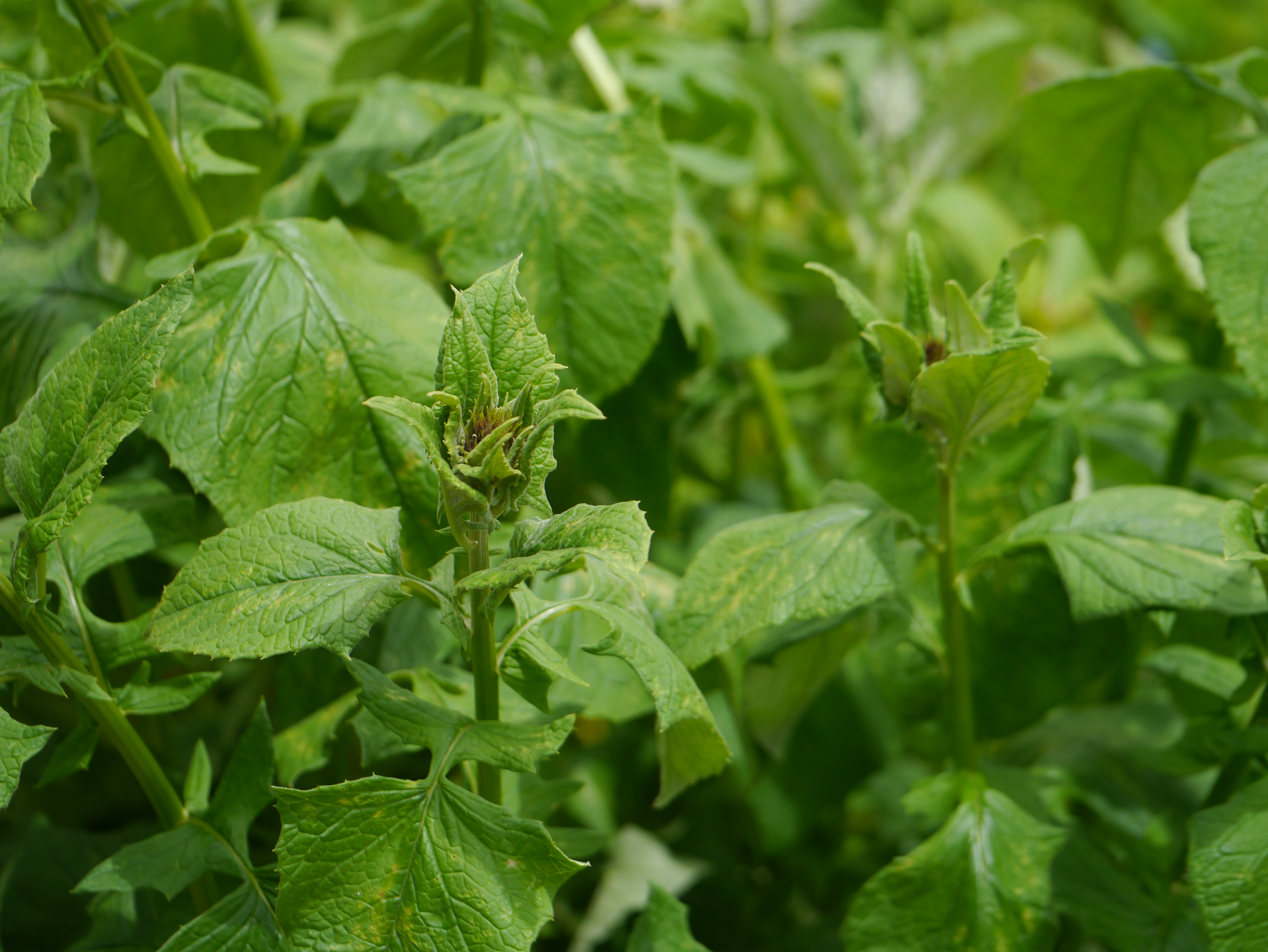
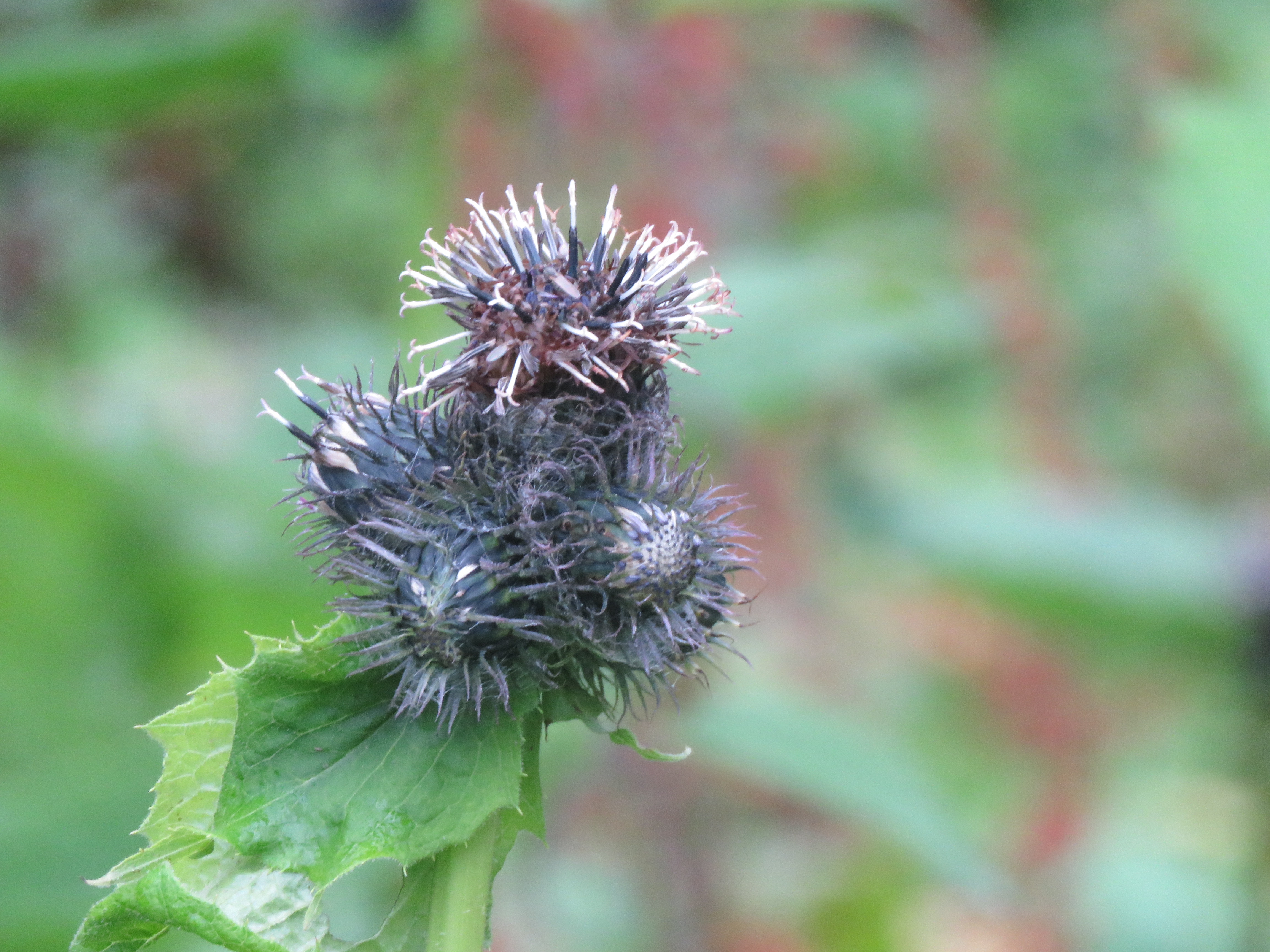
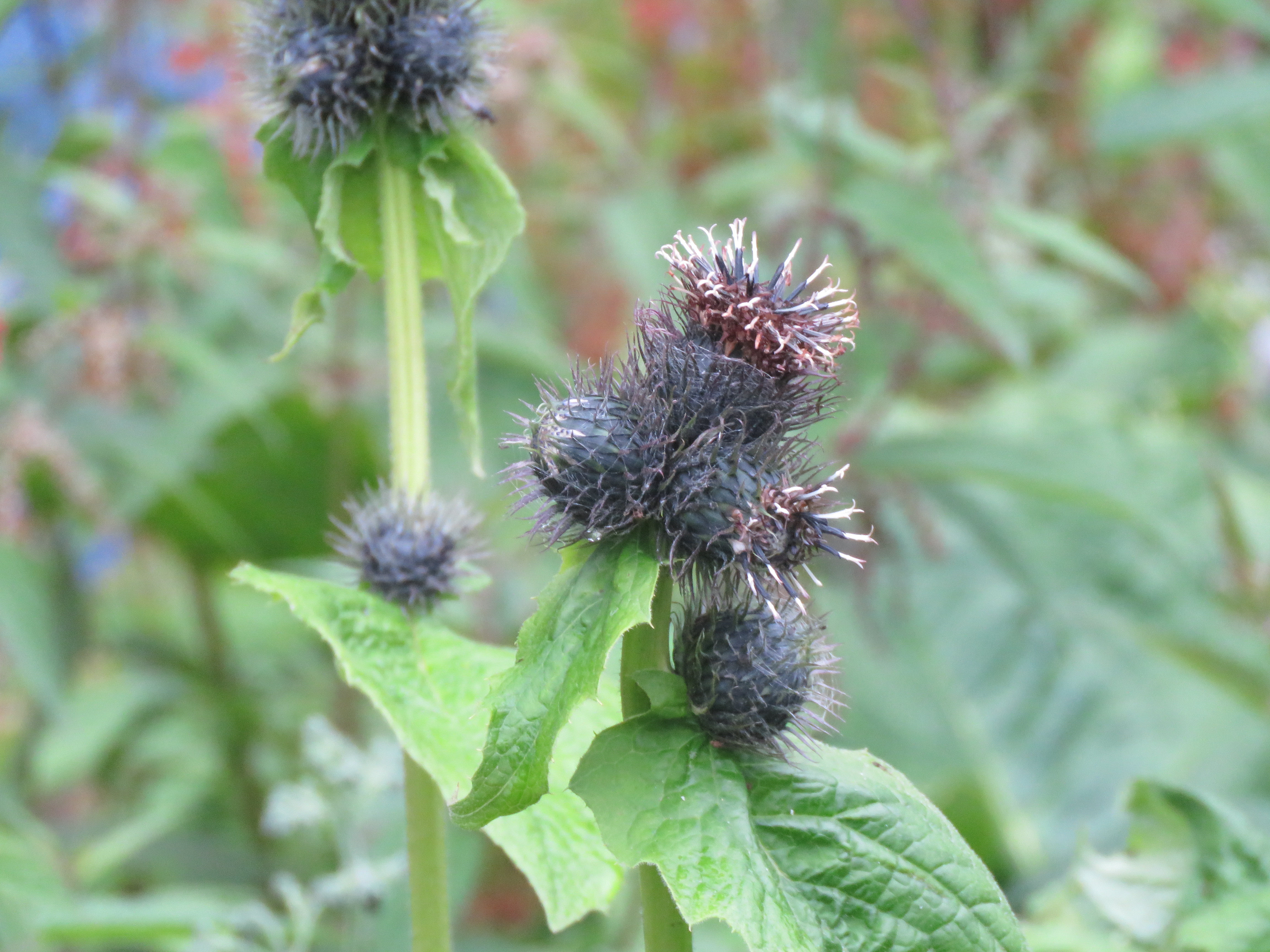
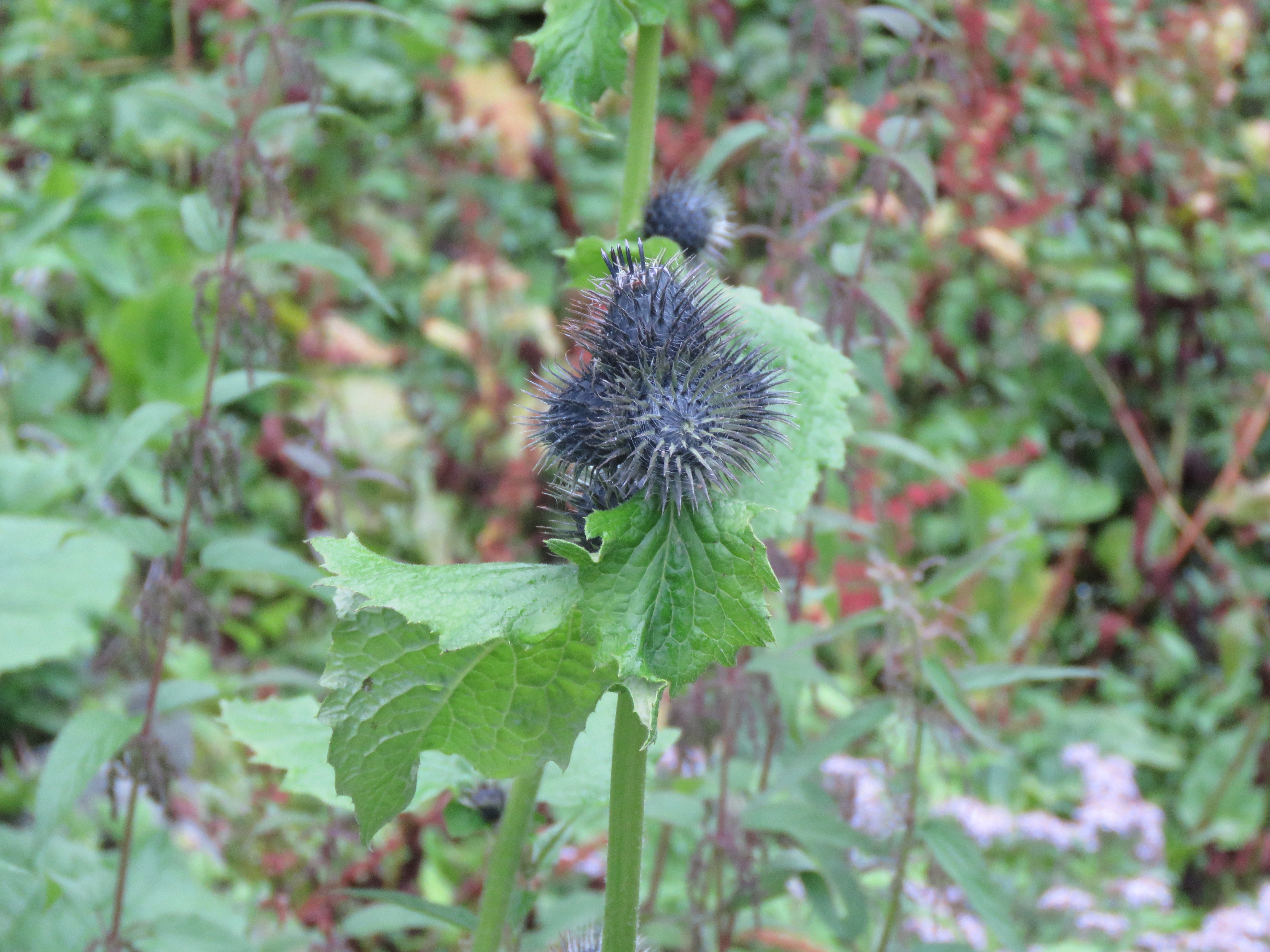
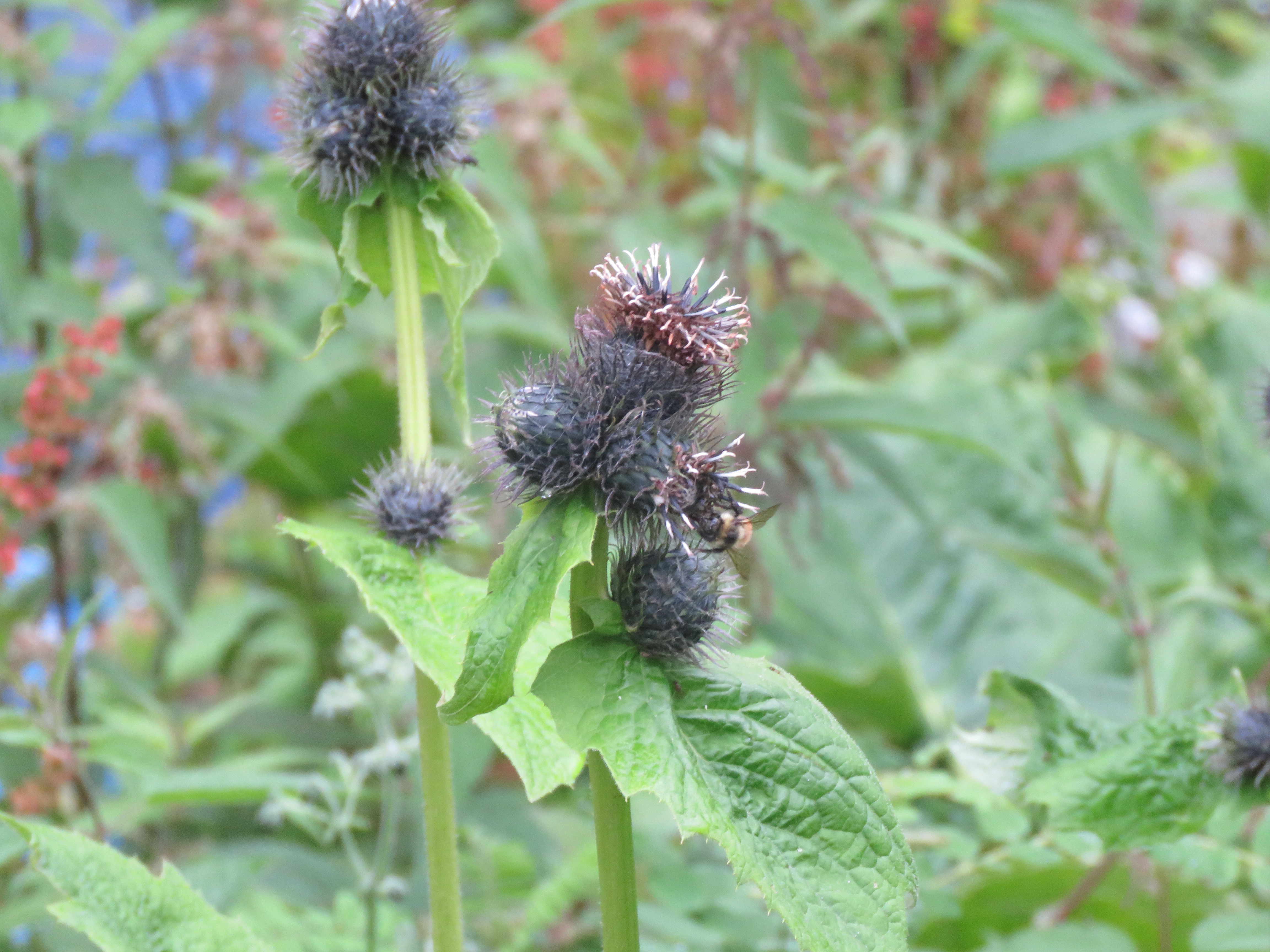
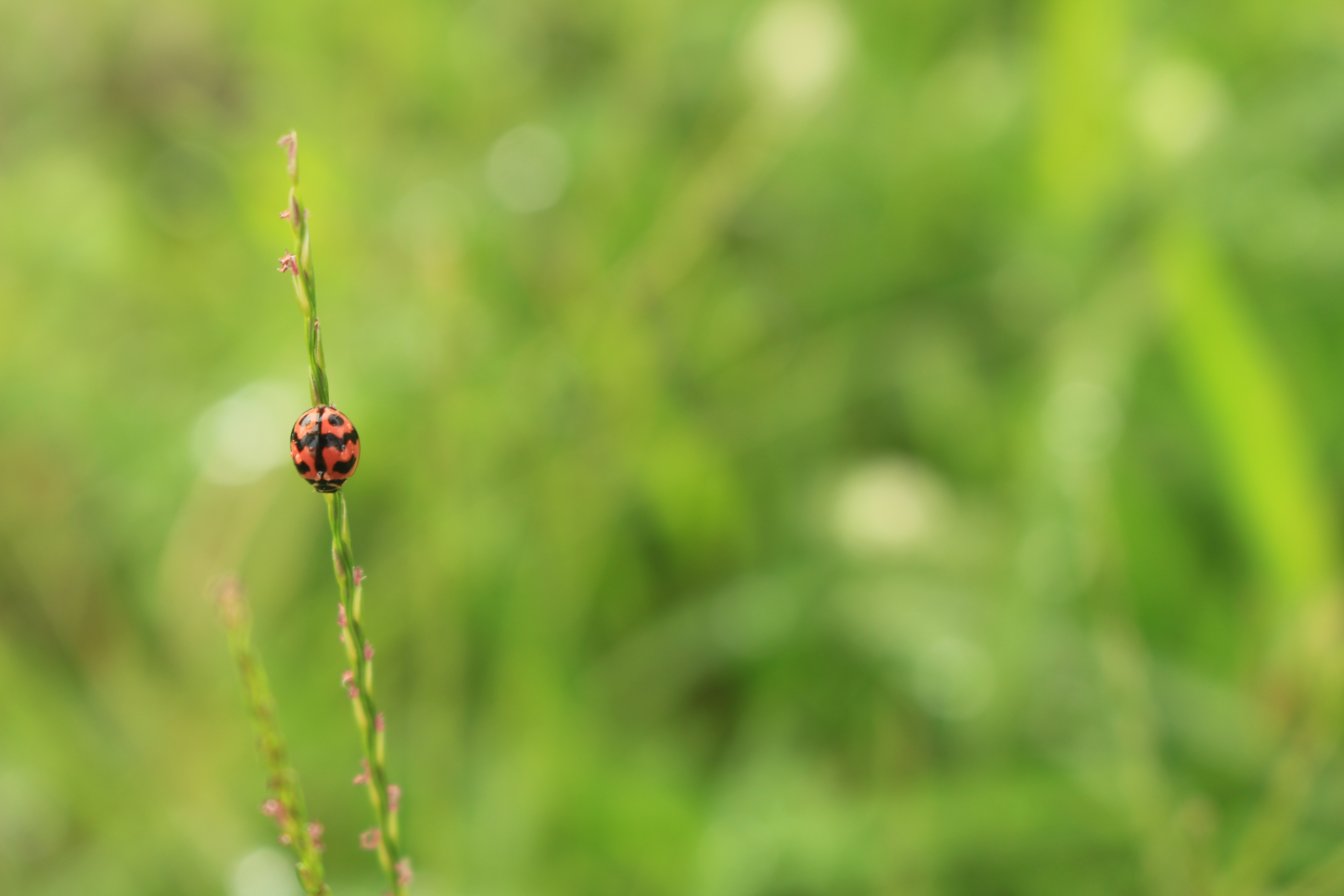

## أنظر أيضًا
- زنجبيل
- حمل
- حلبة